# 飯坂トンネル

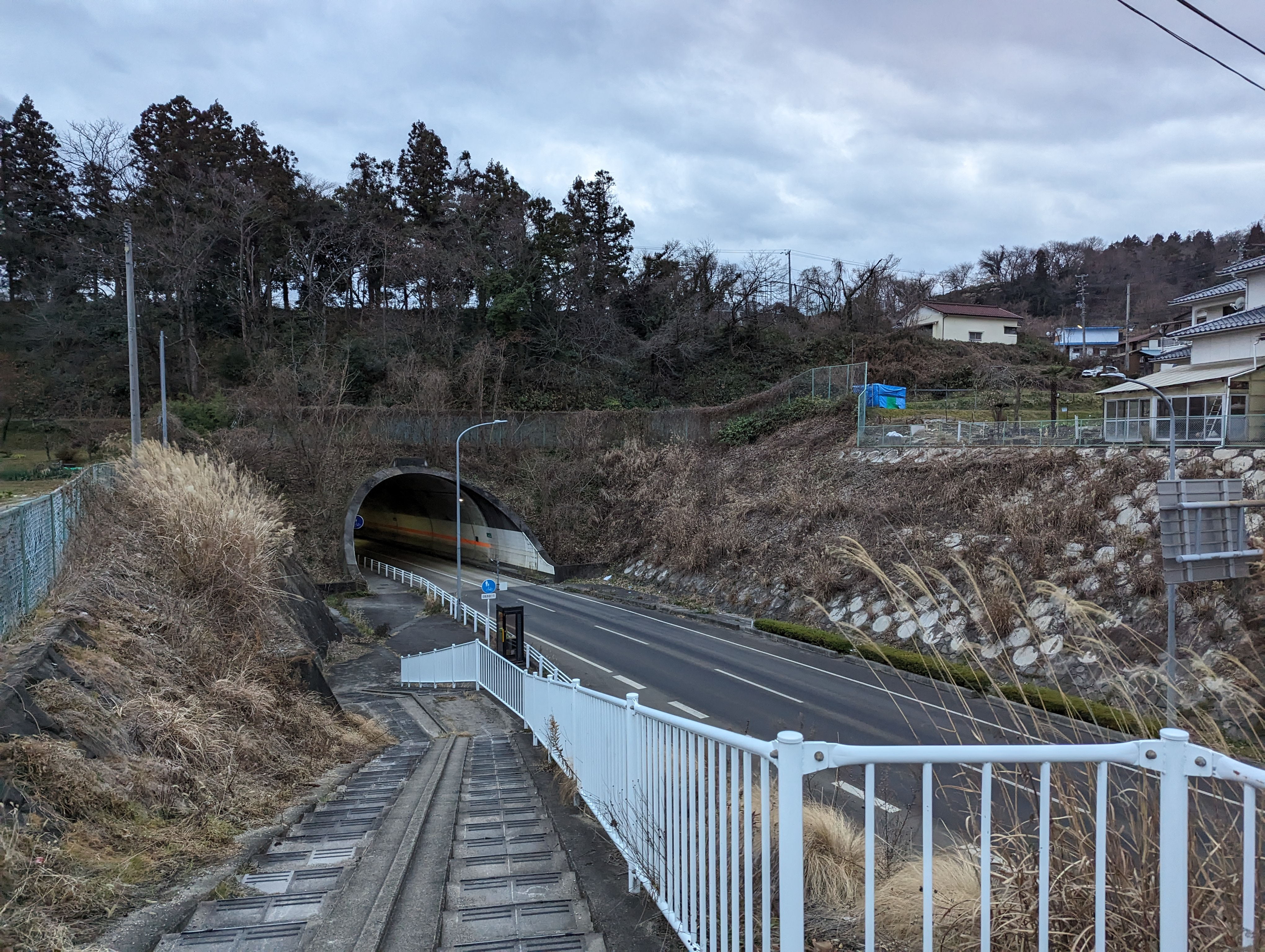
飯坂町一本松側抗口（2023年12月）

飯坂トンネル（いいざかトンネル）は、福島県福島市にある道路トンネルである。

## 概要
- 全長：351.0m
- 幅員：6.5（11.5）m
- 有効高：4.7m
- 工法：NATM工法（ショートベンチカット工法）
- 施工：佐藤・多田・小野・建設工事共同企業体
- 竣工：1991年3月[1]

飯坂町中野字岸から飯坂町字一本松に至り、国道399号飯坂バイパスを通す。国道改良飯坂工区として1986年度より事業化された。1987年3月30日に起工式が行われ、1989年10月2日に貫通、1991年4月にバイパス部分開通により供用が開始された。総工費は6億7500万円。上り線側に歩道が設置されている。大鳥城跡である館山の東側、福島市立大鳥中学校や飯坂球場の直下を貫いている。